# Podněsterská armáda

Znak podněsterské armády

Podněsterská armáda (ozbrojené síly mezinárodně neuznávané republiky Podněstří) je doplňována na bázi povinné vojenské služby, díky které by (údajně) mělo být k dispozici okolo 80 000 záložníků. Charakteru Podněstří jako „sovětského skanzenu“ odpovídá struktura a výbava podněsterské armády, jejíž jádro představují čtyři motostřelecké brigády, třebaže celkový stav ozbrojených sil cca 7500 mužů naznačuje, že se jedná o brigády velmi slabé.

## Pozemní technika
Podněstří vlastní podle ruských zdrojů osmnáct tanků T-64BV, asi třicet vozidel BMP-1, kolem 115 transportérů BTR-60 a BTR-70 a několik desítek vozidel BRDM-2. Coby dělostřelecká podpora působí asi 120 různých těžkých systémů, mezi nimiž se vedle kanonů a houfnic vyskytuje kolem čtyřiceti raketometů BM-21 Grad. Protileteckou obranu zabezpečuje několik desítek kanonů (mezi nimi i takřka „antikvární“ 100mm děla KS-19) a neznámý počet přenosných protiletadlových komplexů Strela či Igla. K ničení tanků slouží bezzákluzová děla SPG-9, protitankové kanony MT-12, řízené střely Maljutka, Fagot a Konkurs a různé typy pancéřovek řady RPG.

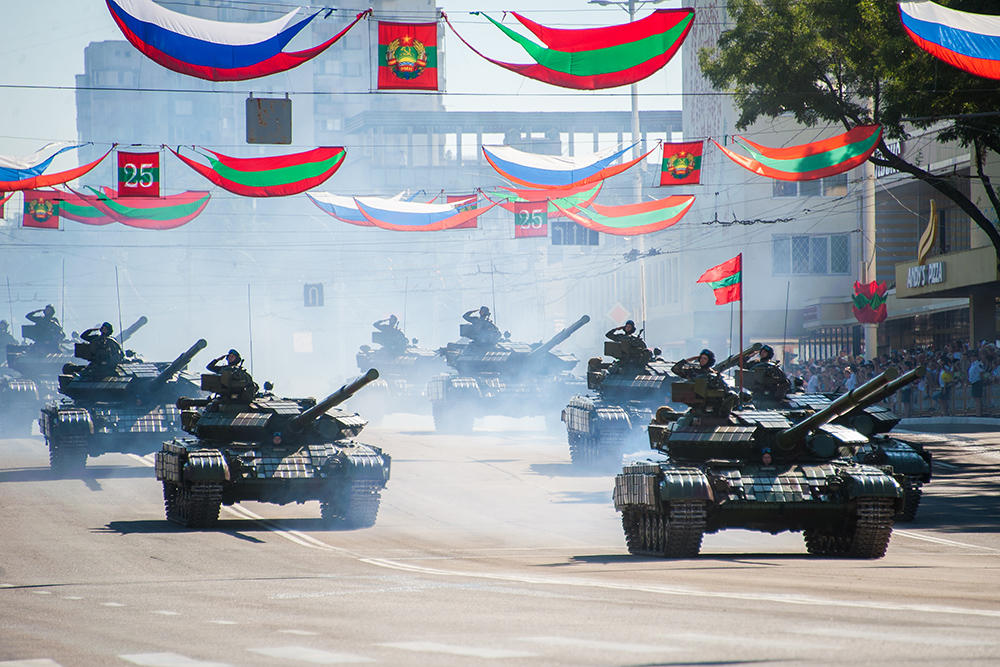
Tanky T-64BV
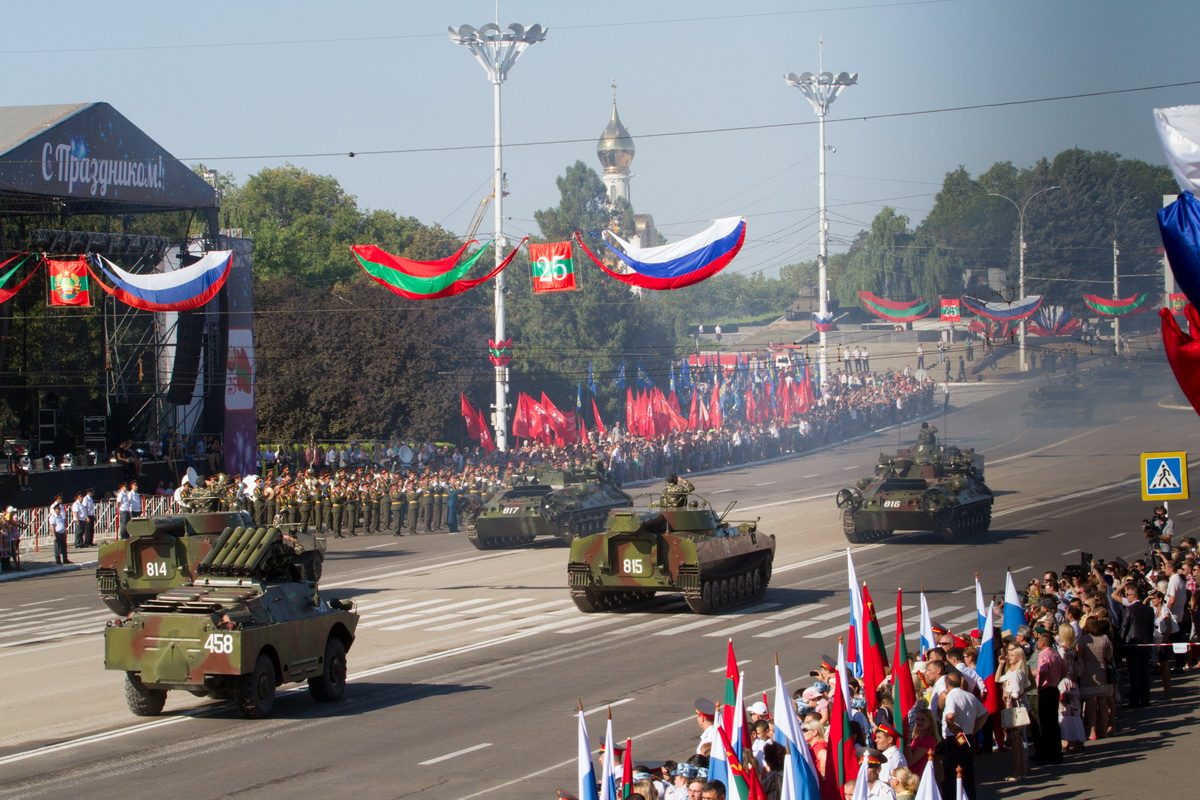
Vozidla 9P148 Konkurs, UR-77 Meterorit a IRM
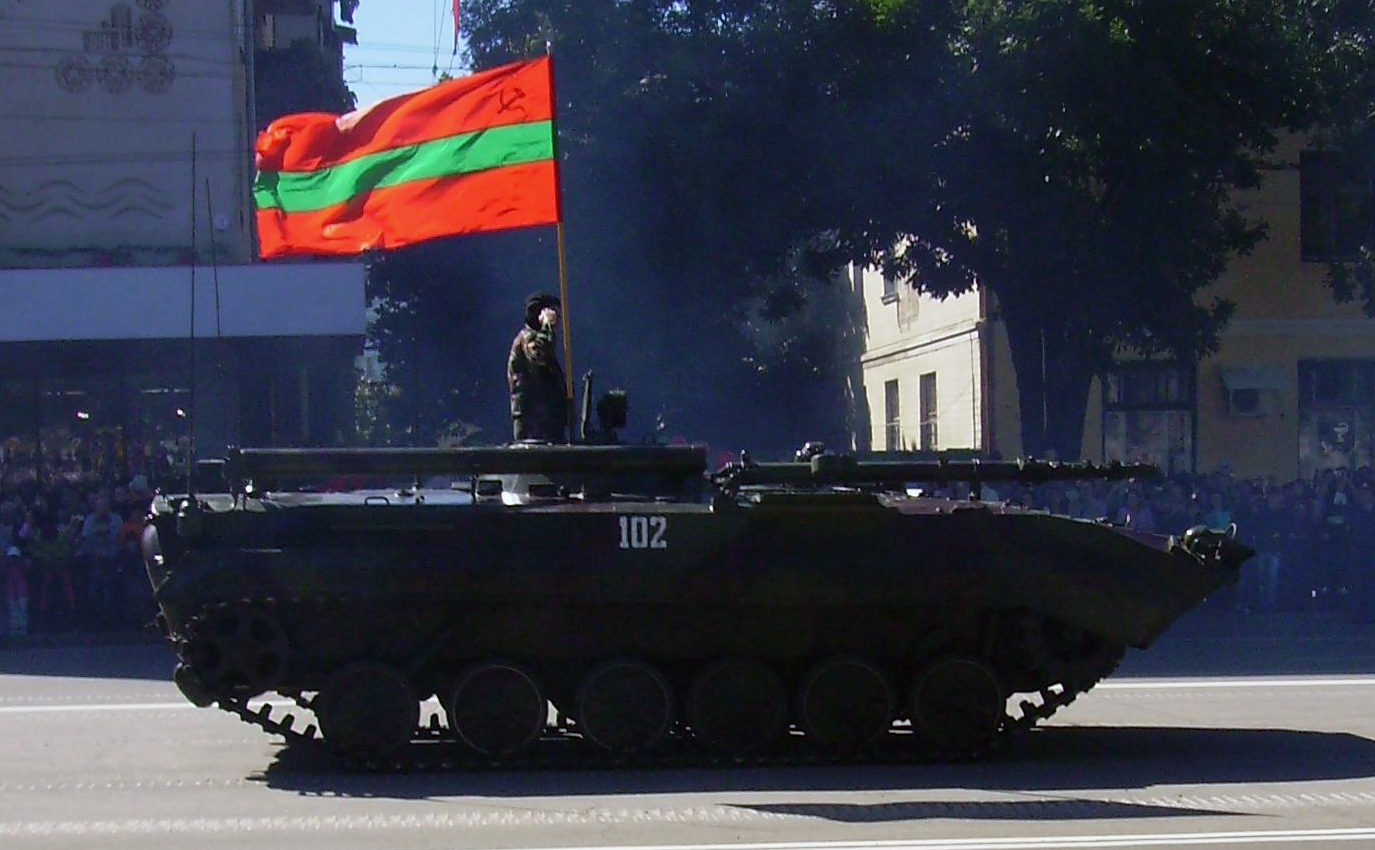
Velitelsko-štábní vozidlo BMP-1KŠ
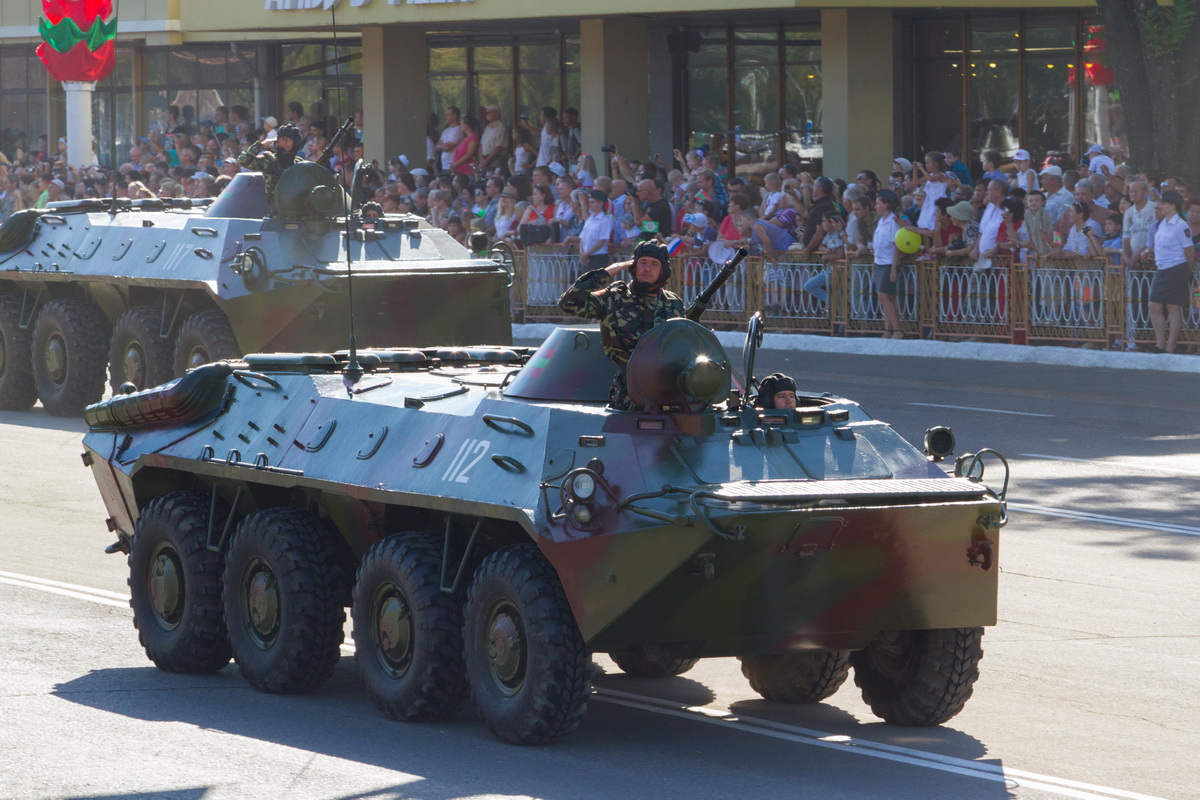
Obrněné transportéry BTR-70
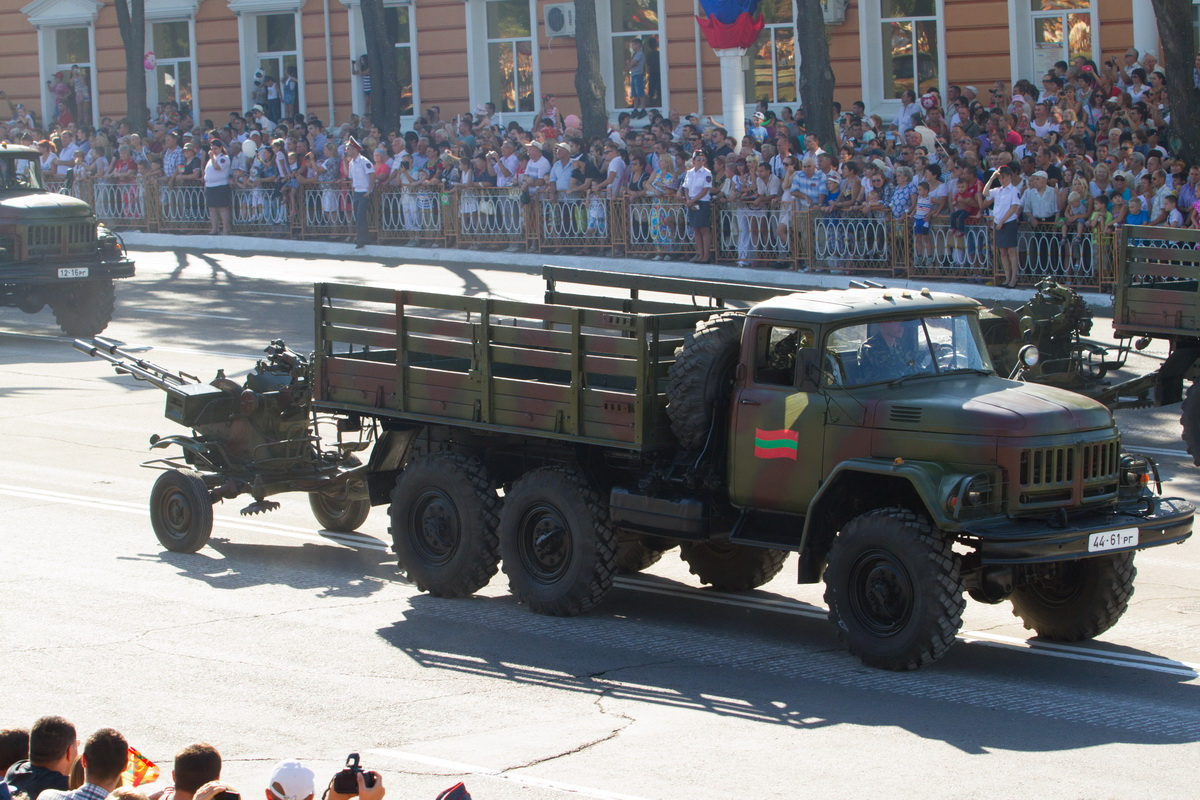
Automobil ZIL-131 s kanonem ZU-23-2
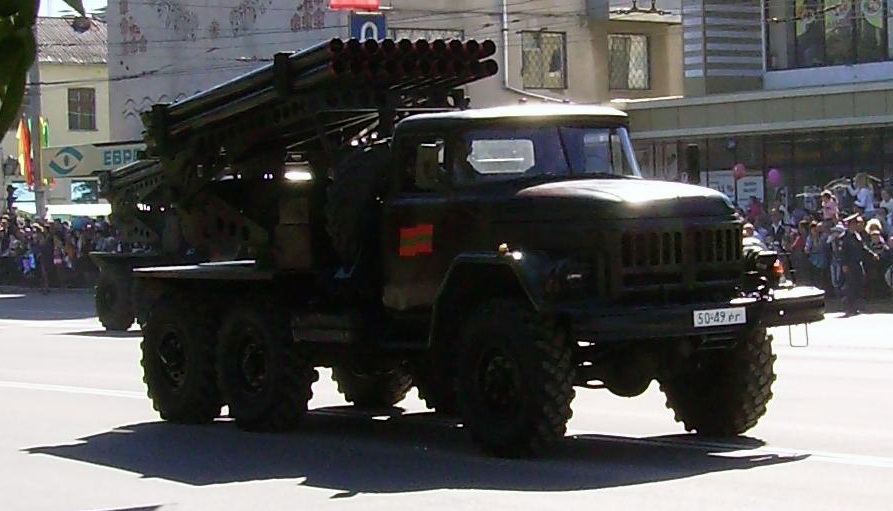
Raketomet BM-21 Grad
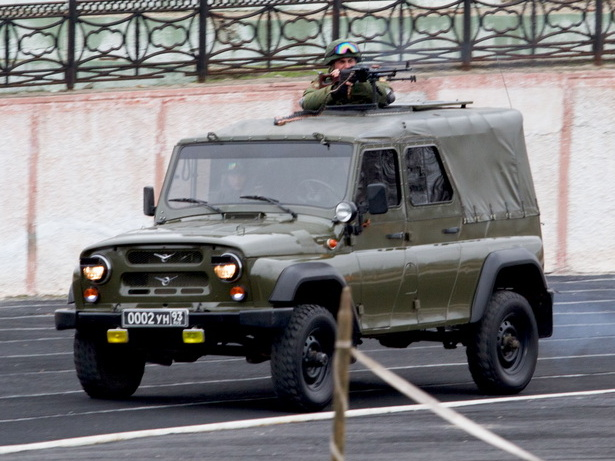
UAZ-469

## Letecká technika

Výsostný znak podněsterského letectva

Podněsterské letectvo provozovalo asi deset vojenských vrtulníků Mi-2, Mi-8 a Mi-24 a patrně pět strojů s pevným křídlem, a sice letadla An-2, An-26 a Jak-52. Na území Podněstří se pořád nachází značné množství uskladněné sovětské výzbroje, avšak není pravděpodobné, že by většina této techniky byla v provozuschopném stavu.

### Přehled
Tabulka obsahuje přehled letecké techniky podněsterského letectva („Transnistrian Air Force“) v roce 2016 podle Flightglobal.com.
| Název     | Původ         | Určení               | Verze     | Ve službě | Objednáno |           |
| Vrtulníky | Vrtulníky     | Vrtulníky            | Vrtulníky | Vrtulníky | Vrtulníky | Vrtulníky |
| --------- | ------------- | -------------------- | --------- | --------- | --------- | --------- |
| Mil Mi-2  | Polsko        | víceúčelový vrtulník |           | 1         |           |           |
| Mil Mi-8  | Sovětský svaz | transportní vrtulník |           | 1         |           |           |

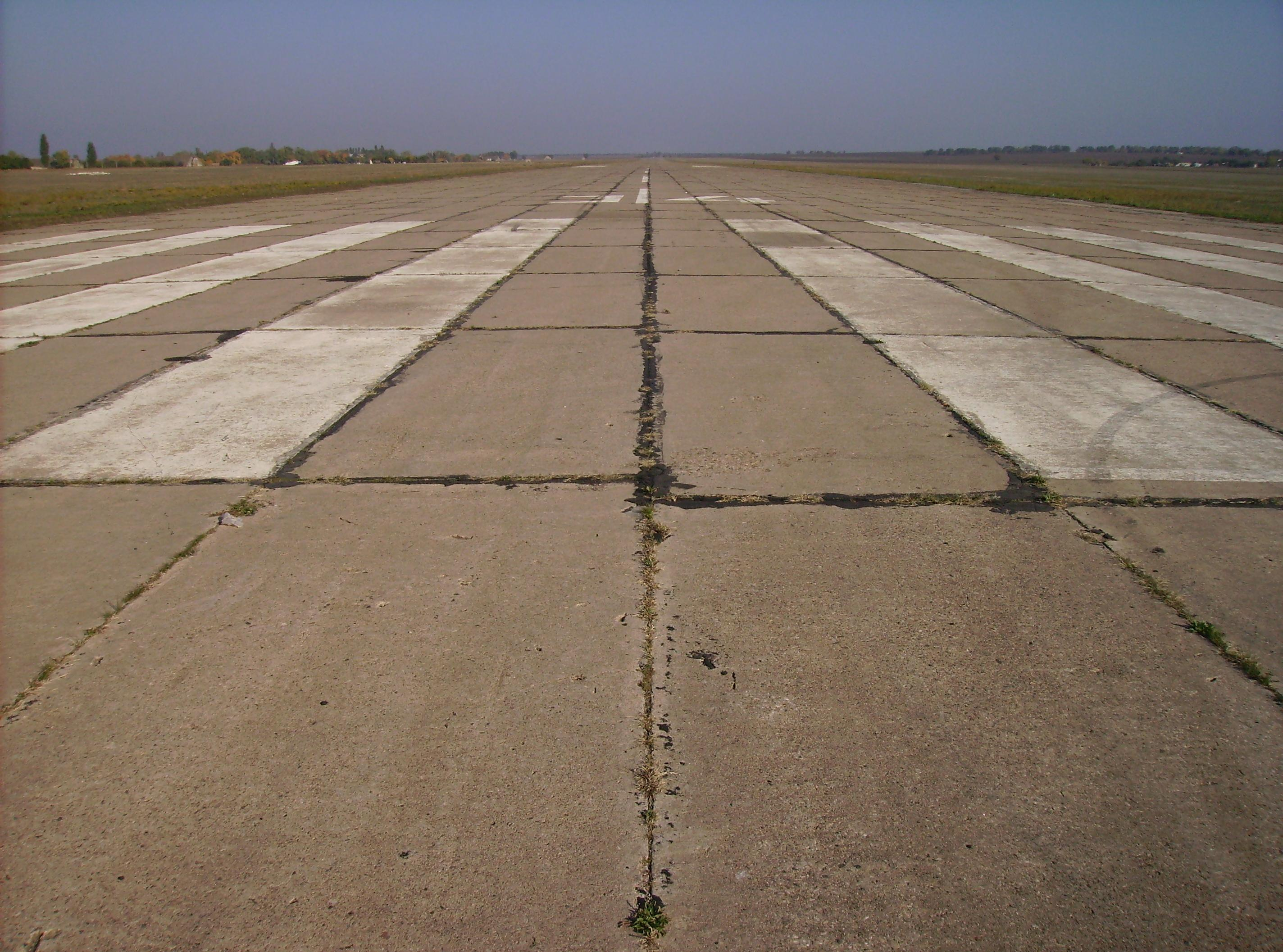
Letiště Tiraspol
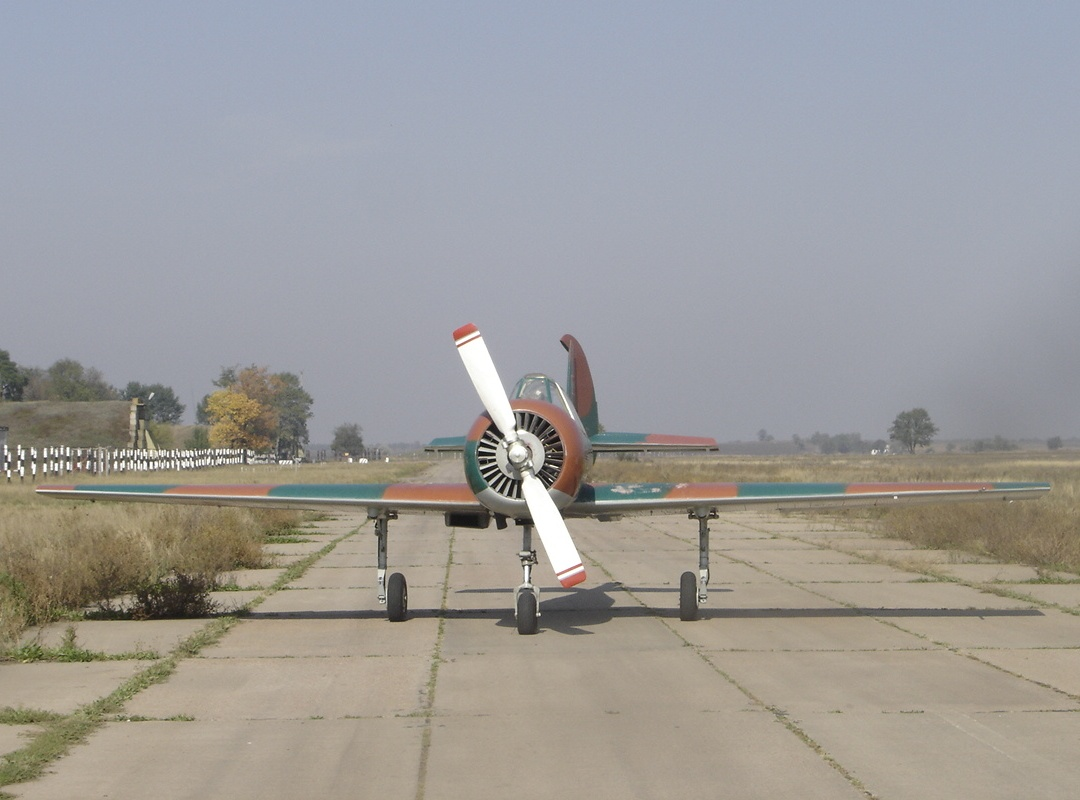
Jak-52
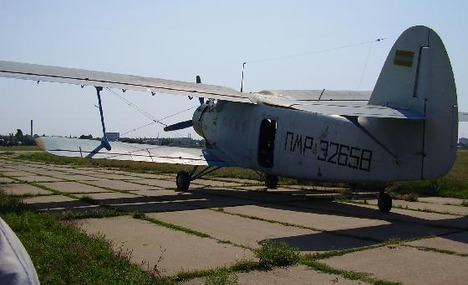
An-2